# Cupa EHF Feminin 2019-2020
Cupa EHF Feminin 2019-20 a fost a 39-a ediție a Cupei EHF, competiție organizată și supervizată de Federația Europeană de Handbal. Pe 24 aprilie 2020, Federația Europeană de Handbal a anunțat că meciurile rămase de disputat din semifinalele și finala ediției 2019–2020 a Cupei EHF au fost anulate din cauza gravei pandemii de coronaviroză care a afectat și toate competițiile sportive. Ediția 2019–20 s-a încheiat astfel fără nici o echipă câștigătoare.

## Formatul
Ediția din 2019-20 a fost a patra după schimbarea, în iulie 2016, a formatului întrecerii. Fosta Cupă EHF a fuzionat cu Cupa Cupelor EHF, rezultând o singură competiție cu un număr mai mare de echipe. Sistemul de joc a fost identic cu cel din ediția anterioară: au existat trei manșe de calificare, o fază a grupelor și faze eliminatorii.

### Manșa 1 de calificare
În această manșă au fost distribuite 32 de echipe, care au jucat grupate câte două, în sistem tur-retur. Turul s-a desfășurat între 7 și 8 septembrie 2019, iar returul între 14 și 15 septembrie 2019.

### Manșa a 2-a de calificare
În această manșă au fost distribuite în primă fază 18 echipe, din care 17 s-au calificat direct în această rundă, iar cea de-a 18-a a fost echipa care s-a clasat pe locul al 4-lea în turneul de calificare pentru Liga Campionilor. În manșa a 2-a au avansat ulterior și cele 14 echipe câștigătoare din manșa 1. Cele 32 de echipe rezultate în total au jucat grupate câte două, în sistem tur-retur. Turul s-a desfășurat între 12 și 13 octombrie, iar returul între 19 și 20 octombrie 2019.

### Manșa a 3-a de calificare
În această manșă au fost distribuite în primă fază 8 echipe, din care 7 direct, conform coeficienților EHF pentru sezonul 2019-20  și performanțelor obținute în respectivele competiții interne, iar cea de-a 8-a a fost echipa care s-a clasat pe locul al 3-lea în turneul de calificare pentru Liga Campionilor.
Ulterior, în manșa a 3-a au avansat și cele 16 echipe câștigătoare din manșa a 2-a. Cele 24 de echipe rezultate în total au jucat grupate câte două, în sistem tur-retur.

## Distribuție
Distribuția echipelor în urnele valorice pentru tragerea la sorți a fost anunțată pe 9 iulie.
| Manșa a 3-a             | Manșa a 3-a                   | Manșa a 3-a              | Manșa a 3-a            |
| ----------------------- | ----------------------------- | ------------------------ | ---------------------- |
| Siófok KC               | Nykøbing Falster Håndbold     | ÉRD                      | GK Lada                |
| CS Gloria 2018 Bistrita | (Locul 2 la TC pt. LC)        | (Locul 3 la TC pt. LC)   |                        |
| Manșa a 2-a             |                               |                          |                        |
| København Håndbold      | OGC Nice Côte d'Azur Handball | Storhamar HE             | Odense Håndbold        |
| Váci NKSE               | CS Măgura Cisnădie            | HC Kuban Krasnodar       | TUSSIES Metzingen      |
| Tertnes HE              | Herning-Ikast Håndbold        | DVSC Schaeffler          | ASC Corona 2010 Brașov |
| Zvezda Zvenigorod       | Buxtehuder SV                 | Nantes Atlantique HB     | Thüringer HC           |
| Fredrikstad BK          | (4th CL QT)                   |                          |                        |
| Manșa 1                 |                               |                          |                        |
| SCM Craiova             | GK Astrahanocika              | TSV Bayer 04-Werkselfen  | ESBF Besançon          |
| Byåsen Handball Elite   | DHC Slavia Praha              | HC Gomel                 | Super Amara Bera Bera  |
| Metraco Zagłębie Lubin  | LC Brühl Handball             | Muratpaşa BSK            | Skuru IK               |
| WAT Atzgersdorf         | IUVENTA Michalovce            | HK Azəryol               | HV Quintus             |
| HC Galiceanka           | KHF Istogu                    | Maccabi Arazim Ramat Gan | AC Latsia Nicosia      |
| Handball Käerjeng       | Jomi Salerno                  | Colégio de Gaia Toyota   | A.C. PAOK              |
| ŽRK Metalurg            | Valur Handbolti               | HIFK Handboll            | SPONO Eagles           |
| Hypo Niederösterreich   | ŽRK Kumanovo                  | LK Zug                   | H 65 Höör              |

## Tragerile la sorți și datele manșelor
Manșele 1 și a 2-a au fost trase la sorți pe data de 16 iulie 2019, de la ora locală 11:00, la sediul EHF de la Viena, iar extragerea a fost transmisă în direct pe canalul online ehfTV, pe paginile de Facebook și Twitter ale EHF și printr-un live ticker pe pagina de internet eurohandball.com.
| Rundă                | Data tragerii la sorți | Tur                                           | Retur                                         |
| -------------------- | ---------------------- | --------------------------------------------- | --------------------------------------------- |
| Manșa 1              | 16 iulie 2019          | 7–8 septembrie 2019                           | 14–15 septembrie 2019                         |
| Manșa a 2-a          | 16 iulie 2019          | 12–13 octombrie 2019                          | 19–20 octombrie 2019                          |
| Manșa a 3-a          | 22 octombrie 2019      | 9–10 noiembrie 2019                           | 16–17 noiembrie 2019                          |
| Faza grupelor        | 22 noiembrie 2019      | 4–5 ianuarie 2019, până pe 8–9 februarie 2020 | 4–5 ianuarie 2019, până pe 8–9 februarie 2020 |
| Sferturile de finală | 11 februarie 2020      | 29 feb.–1 martie 2020                         | 7–8 martie 2020                               |
| Semifinalele         | 11 februarie 2020      | 4–5 aprilie 2020                              | 11–12 aprilie 2020                            |
| Finala               | 14 aprilie 2020        | 2–3 mai 2020                                  | 9–10 mai 2020                                 |

## Faza calificărilor

### Manșa 1
32 de echipe au luat parte la Manșa 1. Echipele au fost distribuite pentru tragerea la sorți în două urne valorice, după cum urmează:
| - SCM Craiova - GK Astrahanocika - TSV Bayer 04-Werkselfen - ESBF Besançon - Byåsen Handball Elite - DHC Slavia Praha - HC Gomel - Super Amara Bera Bera | - Metraco Zagłębie Lubin - LC Brühl Handball - Muratpaşa BSK - Skuru IK - WAT Atzgersdorf - IUVENTA Michalovce - HK Azəryol - HV Quintus |

| - HC Galiceanka - KHF Istogu - Maccabi Arazim Ramat Gan - AC Latsia Nicosia - Handball Käerjeng - Jomi Salerno - Colégio de Gaia Toyota - A.C. PAOK | - ŽRK Metalurg - Valur Handbolti - HIFK Handboll - SPONO Eagles - Hypo Niederösterreich - ŽRK Kumanovo - LK Zug - H 65 Höör |

Meciurile din turul manșei s-au jucat pe 7–8, iar cele din retur pe 14–15 septembrie 2019. Pentru a reduce din costurile deplasărilor și cazărilor, majoritatea echipelor a acceptat să joace ambele meciuri în aceeași sală, pe terenul adversarului.
| Echipa 1                | Scor gen. | Echipa 2                 | Tur     | Retur   |
| ----------------------- | --------- | ------------------------ | ------- | ------- |
| HC Gomel                | 83 – 351  | KHF Istogu               | 45 – 13 | 38 – 22 |
| Colégio de Gaia Toyota  | 32 – 79   | ESBF Besançon            | 12 – 37 | 20 – 42 |
| HV Quintus              | 45 – 382  | HIFK Handboll            | 28 – 19 | 17 – 19 |
| Super Amara Bera Bera   | 75 – 473  | LK Zug                   | 30 – 16 | 45 – 31 |
| ŽRK Kumanovo            | 51 – 544  | DHC Slavia Praha         | 27 – 23 | 24 – 31 |
| H 65 Höörs              | 75 – 435  | LC Brühl Handball        | 32 – 24 | 43 – 19 |
| TSV Bayer 04-Werkselfen | 76 – 106  | AC Latsia Nicosia        | 40 – 5  | 36 – 5  |
| GK Astrahanocika        | 61 – 347  | Maccabi Arazim Ramat Gan | 31 – 18 | 30 – 16 |
| HC Galiceanka           | 49 – 428  | HK Azəryol               | 26 – 24 | 23 – 18 |
| SCM Craiova             | 59 – 389  | Jomi Salerno             | 30 – 21 | 29 – 17 |
| IUVENTA Michalovce      | 63 – 5010 | SPONO Eagles             | 31 – 25 | 32 – 25 |
| Handball Käerjeng       | 25 – 8611 | Byåsen Handball Elite    | 13 – 40 | 12 – 46 |
| Skuru IK                | 53 – 4712 | Valur Handbolti          | 22 – 23 | 31 – 24 |
| A.C. PAOK               | 56 – 4913 | Muratpaşa BSK            | 32 – 25 | 24 – 24 |
| ŽRK Metalurg            | 28 – 8714 | Metraco Zagłębie Lubin   | 14 – 44 | 14 – 43 |
| Hypo Niederösterreich   | 41 – 31   | WAT Atzgersdorf          | 22 – 17 | 19 – 14 |

Note
| 1 Ambele meciuri au fost găzduite de HC Gomel. 2 Ambele meciuri au fost găzduite de HV Quintus. 3 Ambele meciuri au fost găzduite de Super Amara Bera Bera. 4 Ambele meciuri au fost găzduite de ŽRK Kumanovo. 5 Ambele meciuri au fost găzduite de H 65 Höör. 6 Ambele meciuri au fost găzduite de TSV Bayer 04-Werkselfen. 7 Ambele meciuri au fost găzduite de GK Astrahanocika. | 8 Ambele meciuri au fost găzduite de HC Galiceanka. 9 Ambele meciuri au fost găzduite de SCM Craiova. 10 Ambele meciuri au fost găzduite de IUVENTA Michalovce. 11 Ambele meciuri au fost găzduite de Byåsen Handball Elite. 12 Ambele meciuri au fost găzduite de Valur Handbolti. 13 Ambele meciuri au fost găzduite de A.C. PAOK. 14 Ambele meciuri au fost găzduite de Metraco Zagłębie Lubin. |

### Manșa a 2-a
| Echipă                     | Echipă                   |
| -------------------------- | ------------------------ |
| Herning-Ikast Håndbold     | Storhamar Håndball Elite |
| København Håndbold         | Tertnes Håndball         |
| Odense Håndbold            | Kuban Krasnodar          |
| Nantes Atlantique Handball | Zvezda Zvenigorod        |
| OGC Nice Côte d'Azur HB    | CS Măgura Cisnădie       |
| Buxtehuder SV              | ASC Corona 2010 Brașov   |
| Thüringer HC               | DVSC Schaeffler          |
| TuS Metzingen Handball     | GVM Europe-Vác           |
| Fredrikstad Ballklubb      |                          |

| Echipă        | Loc                            |
| ------------- | ------------------------------ |
| ŽORK Jagodina | Loc 4 la turneul de calificare |

34 de echipe au luat parte la manșa a 2-a, din care 16 echipe calificate din manșa 1 și 18 echipe calificate direct în manșa a 2-a. Meciurile din turul manșei s-au jucat pe 11–13, iar cele din retur pe 19–20 octombrie 2019.
| Echipa 1               | Scor gen. | Echipa 2                | Tur     | Retur   |
| ---------------------- | --------- | ----------------------- | ------- | ------- |
| A.C. PAOK              | 44 – 49   | ŽORK Jagodina           | 25 – 23 | 19 – 26 |
| HV Quintus             | 39 – 661  | Nantes Atlantique HB    | 21 – 30 | 18 – 36 |
| DHC Slavia Praha       | 39 – 722  | Odense Håndbold         | 25 – 34 | 14 – 38 |
| H 65 Höörs             | 55 – 59   | Kuban Krasnodar         | 28 – 26 | 27 – 33 |
| ASC Corona 2010 Brașov | 67 – 63   | Super Amara Bera Bera   | 35 – 30 | 32 – 33 |
| IUVENTA Michalovce     | 44 – 48   | OGC Nice Côte d'Azur HB | 21 – 23 | 23 – 25 |
| ESBF Besançon          | 60 – 56   | Fredrikstad BK          | 29 – 27 | 31 – 29 |
| Herning-Ikast Håndbold | 54 – 463  | HC Gomel                | 33 – 21 | 21 – 25 |
| Metraco Zagłębie Lubin | 42 – 65   | Storhamar HE            | 22 – 38 | 20 – 27 |
| Buxtehuder SV          | 40 – 53   | GK Astrahanocika        | 25 – 30 | 15 – 23 |
| Zvezda Zvenigorod      | 53 – 44   | Skuru IK                | 29 – 22 | 24 – 22 |
| GVM Europe-Vác         | 56 – 45   | Hypo Niederösterreich   | 26 – 22 | 30 – 23 |
| Thüringer HC           | 58 – 49   | Byåsen Handball Elite   | 29 – 25 | 29 – 24 |
| DVSC Schaeffler        | 69 – 58   | TSV Bayer 04-Werkselfen | 35 – 27 | 34 – 31 |
| CS Măgura Cisnădie     | 45 – 42   | HC Galiceanka           | 31 – 23 | 14 – 19 |
| Tertnes HE             | 57 – 464  | SCM Craiova             | 24 – 26 | 33 – 20 |
| TUSSIES Metzingen      | 53 – 56   | København Håndbold      | 30 – 22 | 23 – 34 |

Note

### Manșa a 3-a
| Echipă              | Echipă    |
| ------------------- | --------- |
| Nykøbing Falster HK | Siófok KC |
| CS Gloria 2018      | GK Lada   |
| ÉRD                 |           |

| Echipă              | Loc                            |
| ------------------- | ------------------------------ |
| Kastamonu GSK       | Loc 2 la turneul de calificare |
| Rocasa Gran Canaria | Loc 3 la turneul de calificare |

24 de echipe au luat parte la tragerea la sorți pentru manșa a treia, care a avut loc pe 22 octombrie 2019. Meciurile din turul manșei s-au jucat pe 9–10 noiembrie, iar cele din retur pe 16–17 noiembrie 2019. Urnele valorice pentru tragerea la sorți au fost alcătuite după cum urmează:
| - Nykøbing Falster Håndbold - Odense Håndbold - Rocasa Gran Canaria - OGC Nice Côte d'Azur HB - Thüringer HC - ÉRD | - Siófok KC - Storhamar HE - CS Gloria 2018 - GK Lada - ŽORK Jagodina - Kastamonu GSK |

| - Herning-Ikast Håndbold - København Håndbold - ESBF Besançon - Nantes Atlantique HB - DVSC Schaeffler - GVM Europe-Vác | - Tertnes HE - Corona Brașov - CS Măgura Cisnădie - GK Astrahanocika - Zvezda Zvenigorod - Kuban Krasnodar |

| Echipa 1                  | Scor gen. | Echipa 2                | Tur     | Retur   |
| ------------------------- | --------- | ----------------------- | ------- | ------- |
| Odense Håndbold           | 57 – 52   | ESBF Besançon           | 25 – 23 | 32 – 29 |
| Tertnes HE                | 44 – 65   | Storhamar HE            | 31 – 26 | 13 – 39 |
| Rocasa Gran Canaria       | 46 – 46   | CS Măgura Cisnădie      | 28 – 24 | 18 – 22 |
| GK Astrahanocika          | 53 – 55   | Thüringer HC            | 28 – 25 | 25 – 30 |
| ÉRD                       | 64 – 62   | Kuban Krasnodar         | 39 – 32 | 25 – 30 |
| Kastamonu GSK             | 58 – 56   | GVM Europe-Vác          | 33 – 26 | 25 – 30 |
| DVSC Schaeffler           | 73 – 52   | ŽORK Jagodina           | 37 – 26 | 36 – 26 |
| CS Gloria 2018            | 49 – 491) | Corona Brașov           | 25 – 27 | 24 – 22 |
| Nantes Atlantique HB      | 58 – 61   | Siófok KC               | 24 – 32 | 34 – 29 |
| Zvezda Zvenigorod         | 52 – 70   | GK Lada                 | 24 – 36 | 28 – 34 |
| Nykøbing Falster Håndbold | 49 – 54   | Herning-Ikast Håndbold  | 23 – 23 | 26 – 31 |
| København Håndbold        | 62 – 46   | OGC Nice Côte d'Azur HB | 32 – 23 | 30 – 23 |

## Faza grupelor
Echipele care au jucat în această fază au fost distribuite în patru grupe de câte patru echipe:
| Echipă                 | Echipă             |
| ---------------------- | ------------------ |
| Herning-Ikast Håndbold | CS Gloria 20181)   |
| København Håndbold     | CS Măgura Cisnădie |
| Odense Håndbold        | Kastamonu GSK      |
| Thüringer HC           | DVSC Schaeffler    |
| Storhamar HE           | ÉRD                |
| GK Lada                | Siófok KC          |

| Echipă            | Loc                |
| ----------------- | ------------------ |
| RK Podravka       | Locul 4 în Grupa A |
| MKS Lublin        | Locul 4 în Grupa B |
| SG BBM Bietigheim | Locul 4 în Grupa C |
| DHK Baník Most    | Locul 4 în Grupa D |

### Distribuția în urnele valorice
Cele 16 echipe calificate în faza grupelor au fost distribuite în 4 urne valorice. Distribuția în urne a fost anunțată pe 18 noiembrie 2019.
Tragerea la sorți a grupelor a avut loc pe 21 noiembrie 2019, la Viena, de la ora locală 11:00. Conform regulamentului EHF, echipele provenind din aceeași țară au fost protejate, astfel încât în urma tragerii la sorți să nu fie extrase în aceeași grupă.
| Urna 1                                                          | Urna a 2-a                                                 | Urna a 3-a                                                       | Urna a 4-a                                                              |
| --------------------------------------------------------------- | ---------------------------------------------------------- | ---------------------------------------------------------------- | ----------------------------------------------------------------------- |
| - RK Podravka - DHK Baník Most - SG BBM Bietigheim - MKS Lublin | - Herning-Ikast Håndbold - ÉRD - Siófok KC - Kastamonu GSK | - Thüringer HC - CS Gloria 20181) - CS Măgura Cisnădie - GK Lada | - København Håndbold - Odense Håndbold - DVSC Schaeffler - Storhamar HE |

Tragerea la sorți a fazei grupelor a fost transmisă în direct pe pagina de Facebook, pe canalul YouTube al EHF și printr-un live ticker.

### Suspendarea Coronei Brașov
Pe 19 noiembrie 2019, agenția română anti-doping (ANAD) a anunțat că a notificat trei sportive de la clubul de handbal Corona Brașov că sunt suspectate de utilizarea unei metode interzise, terapia cu laser intravenos. Pe 22 noiembrie, EHF a emis un comunicat de presă prin care declara că Federația Europeană de Handbal este înștiințată la zi despre investigația împotriva celor trei handbaliste. Ulterior, ancheta ANAD a fost extinsă împotriva tuturor jucătoarelor clubului. Pe 25 noiembrie, ANAD a decis suspendarea temporară a sportivelor Bianca Bazaliu, Cristina Laslo și Daciana Hosu. În consecință, „Curtea de Handbal a EHF a inițiat procedurile legale înpotriva clubului românesc CSM Corona Brașov ca urmare a presupuselor violări ale regulamentelor anti-doping”. Într-un comunicat publicat pe 5 decembrie 2019, Federația Europeană de Handbal a anunțat suspendarea temporară a celor trei sportive din toate competițiile europene de handbal, atât cele de club cât și cele pentru echipele naționale. Suplimentar, în conformitate cu articolul 10.2 al regulamentului anti-doping al EHF, „dacă se depistează că mai mult de doi componenți ai unei echipe au comis o violare a regulamentelor anti-doping în perioada competițională a EHF, organismul legal competent va impune și o sancțiune corespunzătoare împotriva clubului”. Președintele Curții de Handbal a EHF a notificat, pe 4 decembrie 2019, conducerea Coronei Brașov, de decizia acestui organism de a suspenda temporar clubul din toate competițiile organizate și patronate de EHF. Decizia poate fi atacată cu recurs.
Pe 9 decembrie 2019, EHF a anunțat că a decis înlocuirea echipei Corona Brașov cu CS Gloria 2018 Bistrița Năsăud. Aceasta remizase cu Corona Brașov în urma celor două meciuri directe din manșa a 3-a, scor general 49–49, dar echipa brașoveană se calificase în faza grupelor având mai multe goluri înscrise în deplasare.

### Grupele
În urma tragerii la sorți din 21 noiembrie 2019 au rezultat grupele de mai jos, din care formația Corona Brașov a fost ulterior suspendată:

### Grupa A
| Echipa          | M | V | E | Î | GM  | GP  | G   | Pct |
| --------------- | - | - | - | - | --- | --- | --- | --- |
| Thüringer HC    | 6 | 6 | 0 | 0 | 184 | 141 | +43 | 12  |
| Kastamonu GSK   | 6 | 3 | 0 | 3 | 176 | 175 | +1  | 6   |
| DVSC Schaeffler | 6 | 3 | 0 | 3 | 170 | 173 | −3  | 6   |
| DHK Baník Most  | 6 | 0 | 0 | 6 | 163 | 204 | −41 | 0   |

|                | BAN     | KAS     | THÜ     | DEB     |
| -------------- | ------- | ------- | ------- | ------- |
| DHK Baník Most | –       | 28 – 31 | 27 – 35 | 28 – 29 |
| Kastamonu GSK  | 33 – 27 | –       | 24 – 30 | 30 – 31 |
| Thüringer HC   | 40 – 24 | 27 – 24 | –       | 26 – 23 |
| Debreceni VSC  | 36 – 29 | 32 – 34 | 19 – 26 | –       |

### Grupa B
| Echipa             | M | V | E | Î | GM  | GP  | G   | Pct |
| ------------------ | - | - | - | - | --- | --- | --- | --- |
| Siófok KC          | 6 | 4 | 2 | 0 | 192 | 158 | +34 | 10  |
| RK Podravka        | 6 | 3 | 2 | 1 | 189 | 176 | +13 | 8   |
| København Håndbold | 6 | 3 | 0 | 3 | 174 | 171 | +3  | 6   |
| CS Măgura Cisnădie | 6 | 0 | 0 | 6 | 150 | 200 | −50 | 0   |

|                 | POD     | SIÓ     | CIS     | KØB     |
| --------------- | ------- | ------- | ------- | ------- |
| RK Podravka     | –       | 33 – 33 | 38 – 26 | 29 – 32 |
| Siófok KC       | 30 – 30 | –       | 34 – 22 | 36 – 23 |
| Măgura Cisnădie | 29 – 31 | 23 – 31 | –       | 28 – 33 |
| København HB    | 26 – 28 | 27 – 28 | 33 – 22 | –       |

### Grupa C
| Echipa           | M | V | E | Î | GM  | GP  | G   | Pct |
| ---------------- | - | - | - | - | --- | --- | --- | --- |
| Odense Håndbold  | 6 | 5 | 0 | 1 | 175 | 133 | +42 | 10  |
| CS Gloria 20181) | 6 | 2 | 3 | 1 | 141 | 139 | +2  | 7   |
| ÉRD              | 6 | 2 | 2 | 2 | 158 | 155 | +3  | 6   |
| MKS Lublin       | 6 | 0 | 1 | 5 | 127 | 174 | −47 | 1   |

|                  | LUB     | ÉRD     | BIS1)   | ODE     |
| ---------------- | ------- | ------- | ------- | ------- |
| MKS Lublin       | –       | 23 – 29 | 22 – 22 | 20 – 33 |
| ÉRD              | 29 – 24 | –       | 24 – 24 | 27 – 28 |
| CS Gloria 20181) | 26 – 20 | 25 – 25 | –       | 25 – 23 |
| Odense HB        | 35 – 18 | 31 – 24 | 25 – 19 | –       |

### Grupa D
| Echipa                 | M | V | E | Î | GM  | GP  | G   | Pct |
| ---------------------- | - | - | - | - | --- | --- | --- | --- |
| Herning-Ikast Håndbold | 6 | 3 | 1 | 2 | 170 | 162 | +8  | 7   |
| GK Lada                | 6 | 3 | 0 | 3 | 177 | 168 | +9  | 6   |
| Storhamar HE           | 6 | 3 | 0 | 3 | 172 | 178 | −6  | 6   |
| SG BBM Bietigheim      | 6 | 2 | 1 | 3 | 167 | 178 | −11 | 5   |

|               | BIE     | HER     | LAD     | STO     |
| ------------- | ------- | ------- | ------- | ------- |
| SG Bietigheim | –       | 26 – 26 | 31 – 29 | 28 – 27 |
| Herning-Ikast | 33 – 25 | –       | 28 – 38 | 34 – 27 |
| GK Lada       | 30 – 25 | 20 – 25 | –       | 27 – 31 |
| Storhamar HE  | 33 – 32 | 26 – 24 | 28 – 33 | –       |

## Fazele eliminatorii
În această fază s-au calificat echipele care au terminat pe primele două locuri în fiecare din cele patru grupe:
| De pe locul 1 din grupă | De pe locul 2 din grupă |
| ----------------------- | ----------------------- |
| Thüringer HC            | Kastamonu GSK           |
| Siófok KC               | RK Podravka             |
| Odense Håndbold         | CS Gloria 2018          |
| Herning-Ikast Håndbold  | GK Lada                 |

Tragerea la sorți pentru stabilirea meciurilor din sferturile de finală a avut loc pe 11 februarie 2020, de la ora locală 11:00, la sediul EHF din Viena.

### Programul partidelor
|  | Sferturile de finală | Sferturile de finală | Sferturile de finală | Sferturile de finală | Sferturile de finală |    |    | Semifinalele           | Semifinalele | Semifinalele | Semifinalele | Semifinalele |  |  | Finala | Finala | Finala | Finala | Finala |  |
|  |                      |                      |                      |                      |                      |    |    |                        |              |              |              |              |  |  |        |        |        |        |        |  |
|  | D2                   | GK Lada              | 31                   | 30                   | 61                   |    |    |                        |              |              |              |              |  |  |        |        |        |        |        |  |
|  | C1                   | Odense Håndbold      | 28                   | 34                   | 62                   |    |    |                        |              |              |              |              |  |  |        |        |        |        |        |  |
|  | C1                   | Odense Håndbold      | 28                   | 34                   | 62                   |    | C1 | Odense Håndbold        |              |              |              |              |  |  |        |        |        |        |        |  |
|  |                      |                      |                      |                      |                      |    | C1 | Odense Håndbold        |              |              |              |              |  |  |        |        |        |        |        |  |
|  |                      | B1                   | Siófok KC            |                      |                      |    |    |                        |              |              |              |              |  |  |        |        |        |        |        |  |
|  | A2                   | B1                   | Siófok KC            | Kastamonu GSK        | 29                   | 20 | 49 |                        |              |              |              |              |  |  |        |        |        |        |        |  |
|  | A2                   |                      |                      | Kastamonu GSK        | 29                   | 20 | 49 |                        |              |              |              |              |  |  |        |        |        |        |        |  |
|  | B1                   | Siófok KC            | 38                   | 40                   | 78                   |    |    |                        |              |              |              |              |  |  |        |        |        |        |        |  |
|  | B1                   | Siófok KC            | 38                   | 40                   | 78                   |    |    |                        |              |              |              |              |  |  |        |        |        |        |        |  |
|  |                      |                      |                      |                      |                      |    |    |                        |              |              |              |              |  |  |        |        |        |        |        |  |
|  |                      |                      |                      |                      |                      |    |    |                        |              |              |              |              |  |  |        |        |        |        |        |  |
|  | C2                   | CS Gloria 2018       | 26                   | 26                   | 52                   |    |    |                        |              |              |              |              |  |  |        |        |        |        |        |  |
|  | C2                   | CS Gloria 2018       | 26                   | 26                   | 52                   |    |    |                        |              |              |              |              |  |  |        |        |        |        |        |  |
|  | D1                   | Herning-Ikast HK     | 29                   | 28                   | 57                   |    |    |                        |              |              |              |              |  |  |        |        |        |        |        |  |
|  | D1                   | Herning-Ikast HK     | 29                   | 28                   | 57                   |    | D1 | Herning-Ikast Håndbold |              |              |              |              |  |  |        |        |        |        |        |  |
|  |                      |                      |                      |                      |                      |    | D1 | Herning-Ikast Håndbold |              |              |              |              |  |  |        |        |        |        |        |  |
|  |                      | B2                   | RK Podravka          |                      |                      |    |    |                        |              |              |              |              |  |  |        |        |        |        |        |  |
|  | B2                   | B2                   | RK Podravka          | RK Podravka          | 27                   | 34 | 61 |                        |              |              |              |              |  |  |        |        |        |        |        |  |
|  | B2                   |                      |                      | RK Podravka          | 27                   | 34 | 61 |                        |              |              |              |              |  |  |        |        |        |        |        |  |
|  | A1                   | Thüringer HC         | 23                   | 28                   | 51                   |    |    |                        |              |              |              |              |  |  |        |        |        |        |        |  |

### Sferturile de finală
| Echipa 1       | Scor gen. | Echipa 2               | Tur     | Retur   |
| -------------- | --------- | ---------------------- | ------- | ------- |
| GK Lada        | 61 – 62   | Odense Håndbold        | 31 – 28 | 30 – 34 |
| Kastamonu GSK  | 49 – 78   | Siófok KC              | 29 – 38 | 20 – 40 |
| CS Gloria 2018 | 52 – 57   | Herning-Ikast Håndbold | 26 – 29 | 26 – 28 |
| RK Podravka    | 61 – 51   | Thüringer HC           | 27 – 23 | 34 – 28 |

### Semifinalele
Pe 24 aprilie 2020, Federația Europeană de Handbal a anunțat anularea partidelor rămase de disputat din semifinalele și finala ediției 2019–2020 a Cupei EHF, din cauza gravei pandemii de coronaviroză.

| Echipa 1               | Scor gen. | Echipa 2    | Tur | Retur |
| ---------------------- | --------- | ----------- | --- | ----- |
| Odense Håndbold        | Anulat    | Siófok KC   | –   | –     |
| Herning-Ikast Håndbold | Anulat    | RK Podravka | –   | –     |

### Finala
| Echipa 1 | Scor gen. | Echipa 2 | Tur | Retur |
| -------- | --------- | -------- | --- | ----- |
| 0        | Anulat    | 0        | –   | –     |

## Clasamentul marcatoarelor
Clasamentul ia în calcul doar golurile marcate începând cu Manșa a 3-a. Actualizat pe 8 martie 2020. Final după anularea de către EHF, pe data de 24 aprilie 2020, a semifinalelor și finalei.
| Poz. | Nume                       | Echipă             | Goluri |
| ---- | -------------------------- | ------------------ | ------ |
| 1    | Elena Mihailicenko (RUS)   | GK Lada            | 75     |
| 2    | Helene Fauske (NOR)        | Herning-Ikast HB   | 71     |
| 3    | Aslı İskit (TUR)           | Kastamonu Bld. GSK | 68     |
| 4    | Andrea Kobetić (CRO)       | Siófok KC          | 53     |
| 5    | Emilie Hovden (NOR)        | Storhamar HE       | 51     |
| 6    | Beate Scheffknecht (AUT)   | Thüringer HC       | 49     |
| 7    | Katarina Ježić (CRO)       | Siófok KC          | 46     |
| 7    | Dejana Milosavljević (CRO) | RK Podravka        | 46     |
| 9    | Ingvild Bakkerud (NOR)     | Odense Håndbold    | 45     |
| 9    | Labrina Tsàkalou (GRE)     | RK Podravka        | 45     |